# Thác Drai Dlông
Thác Dray Dlông hay thác Drai Dlông là thác ở vùng đất xã Ea M'Droh và Quảng Hiệp huyện Cư M'gar tỉnh Đắk Lắk, Việt Nam.
Nơi đây được biết đến với nhiều con suối và thác đẹp. Năm 2004 thác Dray Dlông được công nhân danh thắng cấp quốc gia năm 2004.

## Điều kiện tự nhiên
Từ trung tâm Thành phố Buôn Ma Thuột, đi quãng đường 35 km mới đến được thác Dray Dlông. Vẻ đẹp kỳ vĩ của thác Dray Dlông (hay còn gọi là Thác Cao) đã từng được ghi chép lại: "Đây là nơi gặp nhau của hai con suối Ea M'dróh (con suối lớn) và Ea M'drách (suối nhỏ). Từ trên độ cao 30m, hai dòng suối đổ vào nhau, bị đá chắn lại chia thành 3 dòng trải dài như 3 dải lụa trắng dội mạnh xuống chân thác ầm ầm suốt ngày đêm, những hạt nước dội tung, bắn lên tạo thành những làn khói trắng lung linh huyền ảo. Từ dưới nhìn lên thấy ngọn thác cao với, lấp lánh bạc. Xung quanh là một cánh rừng nguyên sinh với đủ các loại cây rừng mọc trên đá, trong đó có nhiều loại gỗ quý như: sao, hương, cà chít, bằng lăng tím... Gần chân thác là một rừng bạt ngàn tre và le rừng...".
Từ trung tâm hành chính xã Ea M'Droh đi hướng tây nam chừng 18 km theo đường liên huyện, là Thác Bảy Nhánh 12°51′15″B 107°48′56″Đ / 12,85427°B 107,815575°Đ trên sông Srêpốk ở xã Ea Huar huyện Buôn Đôn.